# Buono!2
《Buono!2》(일본어: ボーノ!ボーノ! 보노! 보노![*])는 Buono!의 두 번째 음반이다. 2009년 2월 11일 발매되었고 유통사는 포니 캐년이다.

## 수록곡

### CD
1. Early Bird
（작사：카와카미 나츠키　작곡・편곡：키노시타 요시유키）
2. Kiss! Kiss! Kiss!
（작사：이와사토 유호　작곡：이노우에 신지로　편곡：니시카와 스스무）
3. 반짝반짝(キラキラ)
（작사：이와사토 유호　작곡・편곡：AKIRASTAR）
4. 소실점~Vanishing Point~ (消失点〜Vanishing Point〜)
（작사：카와카미 나츠키　작곡：사키야 켄지로　편곡：사쿠마 마코토）
5. 롯타라 롯타라(ロッタラ ロッタラ)
（작사：이와사토 유호　작곡：이노우에 신지로　편곡：니시카와 스스무）
6. co・no・mi・chi
（작사：미우라 요시코　작곡：층쿠♂　편곡：AKIRASTAR・나카야마 노부히코）
7. 모두 정말 좋아(みんなだいすき)
（작사：C.Piece　작곡：AKIRASTAR　편곡：아베 쥰）
8. I NEED YOU
（작사：이와사토 유호　작곡：AKIRASTAR　편곡：니시카와 스스무）
9. 진검승부로 가자!(ガチンコでいこう!)
（작사：이와사토 유호　작곡：무라마츠 테츠야　편곡：니시카와 스스무）
10. You're My Friend
（작사：이와사토 유호　작곡・편곡：AKIRASTAR）
11. OVER THE RAIBOW
（작사：이와사토 유호　작곡：Gajin　편곡：사쿠마 마코토）
12. 골(ゴール)
（작사：AKIRASTAR・이와사토 유호　작곡：AKIRASTAR　편곡：이노우에 신지로・AKIRASTAR）

### DVD
초회한정반 동봉
- 자켓 촬영 메이킹
- TV CM집